# Чиста математика
Абстрактною, або чистою математикою називають галузі математики, які ще не знайшли свого прикладного застосування. Простіше кажучи, абстрактна математика — це не прикладна математика. Характеристиками чистих математичних теорій є абстрактність, строгість та краса.
Чиста математика не намагається отримати знання про світ, а створює свої, з схожими правилами. Її ціллю є скоріше задоволення самого математика від застосування методу, та його краси. Єдиним методами математики звісно є дедукція та уява.
Вона оперує об'єктами в ідеальному (від слова «ідея») світі, з власними законами та надає їм довільних властивостей. В той же час, прикладна математика намагається ідеалізувати недосконалий реальний світ створюючи спрощені математичні моделі його об'єктів. Досліджуючи модель, можна визначити деякі її властивості що будуть притаманні і об'єктам реального світу.
Історія показує що області чистої математики з часом стають прикладними, і сконструйовані абстрактною математикою об'єкти, можуть знаходити своє застосування в моделях прикладної математики.
Наприклад так було з теорією чисел, яка не мала свого застосування аж до 20 століття, коли з'явилась сучасна криптографія. Так було з часів древньої Греції, хоча й тоді математика використовувалась в архітектурі й літочисленні. Цитата з «Історії західної філософії» Бертрана Рассела:
|  | Евклід зневажав практичну корисність яку впроваджував Платон. Кажуть, що один учень прослухавши докази, запитав, яку користь він отримає від вивчення геометрії. Тоді Евклід покликав раба і сказав: «Дай юнаку монету, оскільки він неодмінно повинен отримувати вигоду з того, що вивчає». Однак презирство до практики виявилось прагматично виправданим. Ніхто не припускав за часів греків, що вивчення конічних перерізів принесе яку-небудь користь: але, нарешті, в XVII столітті Галілей відкрив, що снаряди рухаються по параболі, а Кеплер - що планети рухаються по еліпсах. Несподівано та робота, яку греки виконали з чистої любові до теорії, стала ключем до ведення війни і до розвитку астрономії. |